# Прикорм

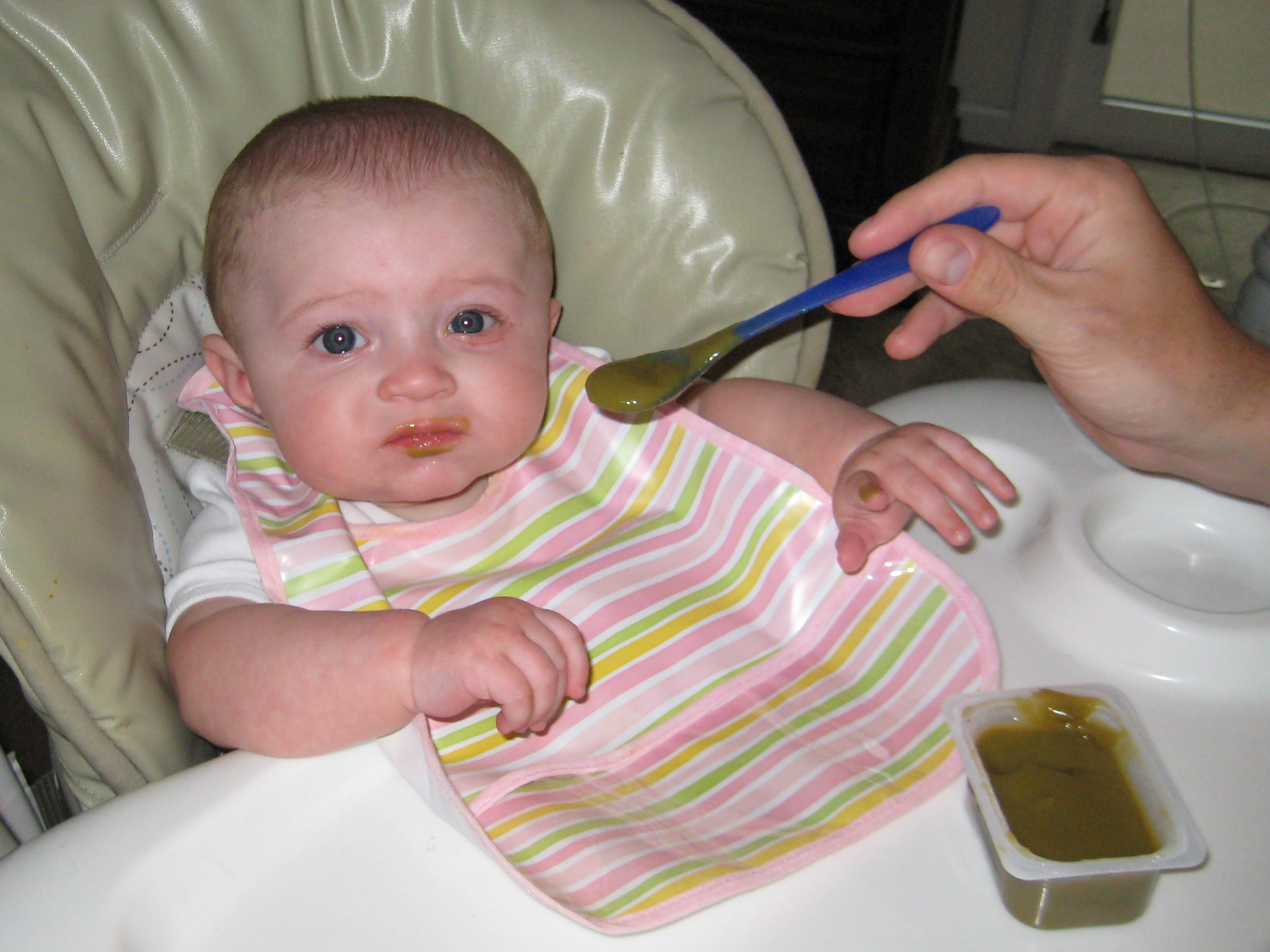
Годування немовляти прикормом.

Прико́рм — продукти харчування, які вводять в раціон немовляти як додаток до грудного молока (молочної суміші у разі штучного вигодовування)

## Терміни введення прикорму
Всесвітня організація охорони здоров'я, Американська педіатрична академія, Національна служба охорони здоров'я Британії та Міністерство охорони здоров'я України рекомендують починати вводити прикорм дітям у віці старше 6 місяців.

## Види прикорму
Педіатричний. Їжа у вигляді пюре, кожен продукт вводиться від 3 до 7 днів, поступово збільшуючи об'єм порції. Дитину годує з ложки дорослий.
Педагогічний. Дитина їсть з маминої тарілки. Мама викладає на свою тарілку мікродози їжі (розмір як зернятко рису) і годує дитину з пальця. За 1 день вводиться не більше 3 різних продуктів.
Блв (самоприкорм). Дитина їсть сама безпечні шматочки, дитина їсть однакову їжу з дорослими із урахуванням заборонених продуктів.
Ознаки готовності дитини до введення прикорму:
- тримає голову;
- сидить практично без підтримки (в стільчику для годування);
- відкриває рот, коли підносять ложку з їдою;
- відвертається від ложки з їдою, коли не голодна;
- закриває  рот з ложкою в роті, тримає їжу в роті, а потім ковтає, а не виштовхує і не випльовує[1].

## Частота введення прикорму
Міністерство охорони здоров'я радить дітям 6 місяців давати прикорм 1-2 рази на день, малюкам у віці 7-8 місяців — 3 рази на день, дітям у віці 9-11 місяців — 4 рази на день. Після року дитина повинна отримувати різноманітний прикорм з кожної групи продуктів, вміти пити з чашки.
Консультанти з прикорму дають такі рекомендації: 6-7 міс — 1 трапеза; 8-10 міс — 2 трапези; 10-12 міс — 3 повноцінні трапези; після року — 3 основних трапези і 2 перекуси.
Це умовне порціонування, необхідно звертати увагу, щоб прикорм (до року) не витісняв основне харчування (грудне молоко, або адаптовану дитячу суміш), звісно ж, дитина може з часом потребувати менше суміші або грудного молока, але раптова відмова може бути сигналом, що прикорму забагато.
Також ознаками того, прикорму забагато можуть бути закрепи, сильні зригування після прикорму. В цих випадках рекомендуємо зменшити кількість прикорму та проконсультуватися з лікарем.